# Deleaster concolor
Deleaster concolor är en skalbaggsart som beskrevs av Leconte 1866. Deleaster concolor ingår i släktet Deleaster och familjen kortvingar. Inga underarter finns listade i Catalogue of Life.